# Sheila Sherlock
Sheila Sherlock (Dublino, 31 marzo 1918 – Londra, 30 dicembre 2001) è stata un medico inglese considerata la maggior contributrice del XX secolo nel campo dell'epatologia (lo studio del fegato).
| Controllo di autorità | VIAF (EN) 7397065 · ISNI (EN) 0000 0001 0866 5216 · SBN MILV057831 · LCCN (EN) n79139018 · GND (DE) 107472686 · BNF (FR) cb11924645v (data) · J9U (EN, HE) 987007334295205171 · NDL (EN, JA) 00456371 |